# Franco Vanzin
Franco Vanzin (né le 14 janvier 1947 à Valdobbiadene en Vénétie,) est un coureur cycliste italien, actif dans les années 1960. 

## Biographie
En mai 1969, il participe au Tour d'Italie, où il se classe dixième de deux étapes. 

## Palmarès

### Par année
- 1966
  - Circuito Pievese
- 1967
  - Giro delle Tre Province
- 1968
  - Milan-Busseto
  - Coppa Lino Limonta
  - 4e et 6e étapes du Giro delle Antiche Romagne
  - Milan-Rapallo
  - Gran Premio Sannazzaro

### Résultats sur les grands tours

#### Tour d'Italie
1 participation
- 1969 : abandon (12e étape)